# Grupo Carnavalesco Os Hippies
O Grupo Carnavalesco "Os Hippies" é uma associação que participa no Carnaval de Ovar, na categoria de Grupo Carnavalesco.
Fundado em 1968, é um dos grupos mais antigos deste Carnaval, tendo-o vencido por três ocasiões (1978, 1979 e 1983).
Na edição do Carnaval de Ovar de 2025, os Hippies ficaram classificados em 12º lugar, tendo obtido o 7º lugar no desfile da Chegada do Rei.

## História

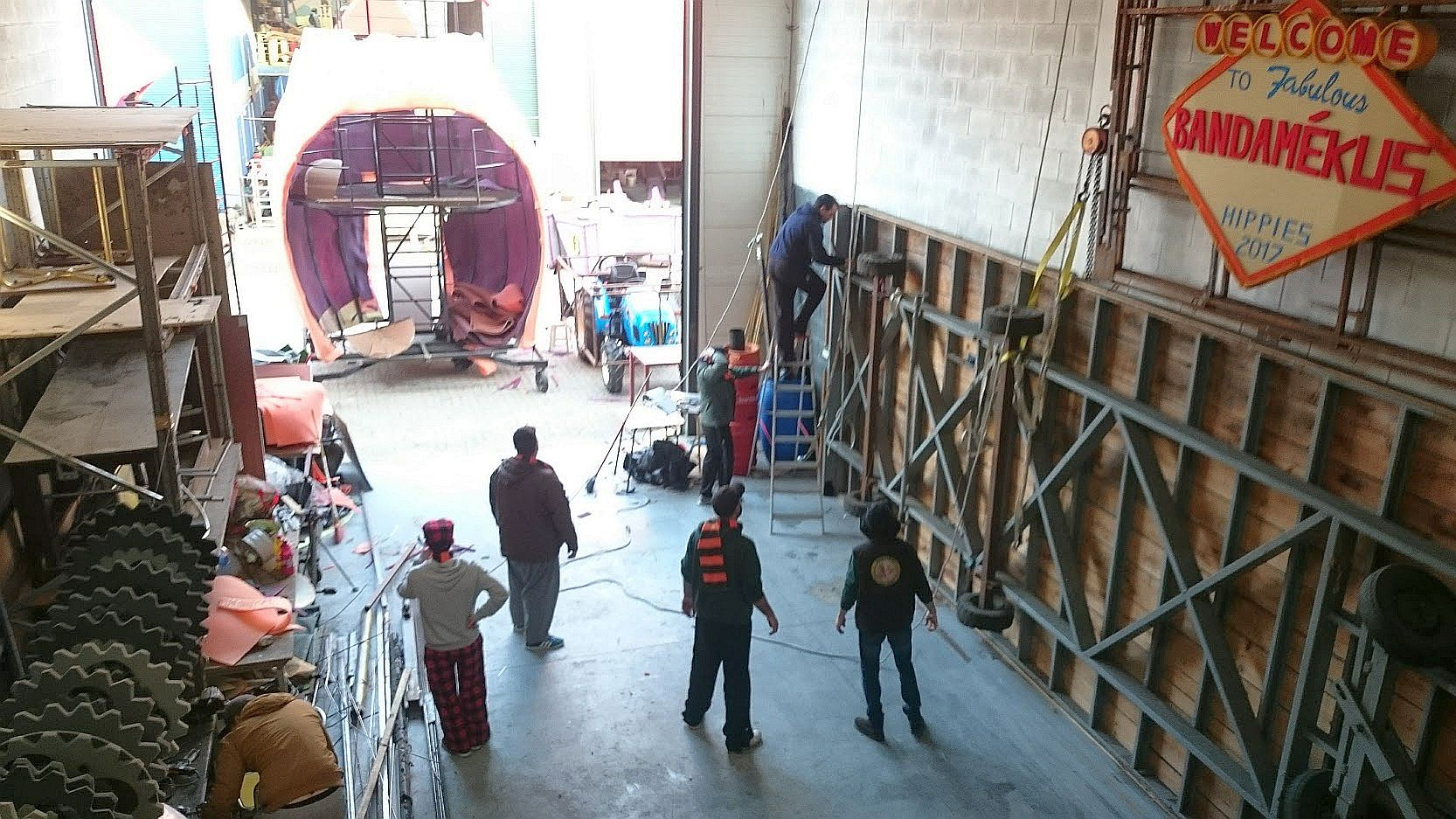
Hippies no interior da sua sede, na Aldeia do Carnaval.

O Grupo Carnavalesco Os Hippies foi criado oficialmente em 1968, por um grupo de amigos em Ovar.
O ano de 1968 foi o ano em que, no Carnaval de Ovar, vários Grupos resolveram adotar um nome oficial para a sua associação. Desta forma, os Hippies passaram a ser denominados pela alegoria que usaram no desfile de 1968, no qual desfilaram com uma "Alegoria Hippie".
Em 1978, os Hippies venceram o Carnaval de Ovar pela primeira vez, com o tema "Fantasia Baiana". Nesta alegoria, foi pela primeira vez utilizado tule na confeção de fantasias, no Carnaval de Ovar.
Após repetirem a vitória em 1979, os Hippies estabeleceram-se, nos anos seguintes, como um dos principais Grupos deste Carnaval. As plumas que ornamentavam as alegorias em compradas em Madrid, sendo as mesmas vendidas, após os desfiles, aos teatros do Parque Mayer.
Em 1989, vários desentendimentos entre alguns membros do Grupo levou a que o mesmo não desfilasse nesse ano, chegando mesmo a ser ponderada a sua dissolução. Esta não chegou a acontecer, tendo no entanto acontecido uma reestruturação no Grupo, com a saída de vários membros. A partir de 1996, os Hippies tornaram-se um Grupo de Carnaval exclusivamente masculino.
A partir da década de 2000 e com a mudança para a Aldeia do Carnaval, os Hippies destacaram-se no Carnaval de Ovar através das suas criações em esponja, tendo sido o primeiro Grupo a produzir esponja colorida através de tingimento, de forma sistemática. Este material, produzido na sede do Grupo, é ainda fornecido a outros Grupos do Carnaval de Ovar, contribuindo para o enriquecimento da qualidade deste Carnaval, no seu todo.
Em 2021 e 2022, não participaram no Carnaval, por o mesmo ter sido cancelado, devido à Pandemia de COVID-19. No entanto, no dia de Carnaval de 2022, decidiram desfilar de forma espontânea nas ruas de Ovar, juntamente com outros grupos, animando os populares desta cidade.
Em 2025 os Hippies escolheram o tema "Yes!", alcunha do antigo membro Paulo Araújo, falecido em 2024 e assim homenageado pelo Grupo.

## Outras atividades
Paralelamente à atividade diretamente relacionada com o Carnaval de Ovar, os Hippies desenvolvem diversas atividades culturais durante os restantes meses do ano, tais como o Carnatal (festa temática na altura do Natal), o Bike Tascas (passeio de bicicleta em vários locais da cidade e no Furadouro) e várias atividades de caris solidário.

### Hippies Alive

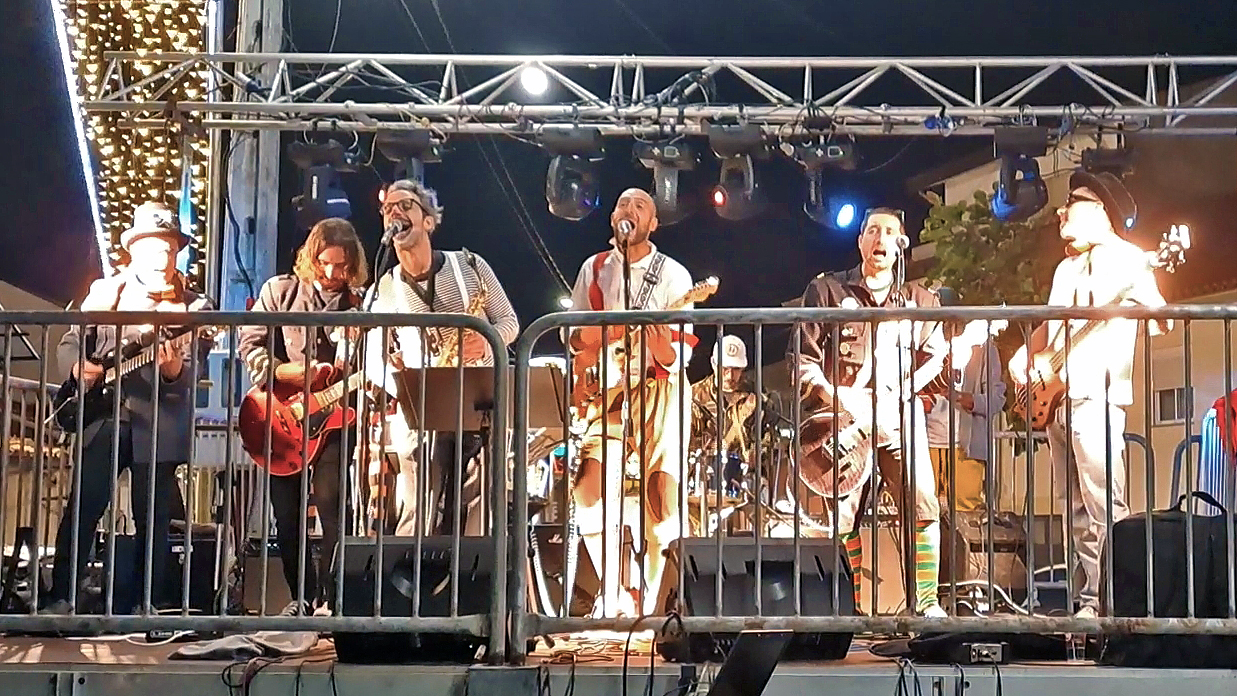
Hippies Alive ao vivo em Ovar, em 2024.

Alguns dos membros dos Hippies integram uma banda de covers, com o nome Hippies Alive, atuando em vários eventos durante o ano.
Em 2024, esta banda era constituída por:
- Ricardo Matos (guitarra e voz), membro dos Redsocks e Los Cavalleros;
- Luis Pinto (saxofone e voz), membro dos Lula Muff, Meu Pobre Rapaz, Redsocks e Los Cavalleros;
- Mateus Pereira (bateria), membro dos The TreeHouse Experience;
- Alexandre Pires (percussão e voz);
- Luis Alves (guitarra);
- Jorge Cunha (guitarra);
- David Lima (baixo e voz), membro dos Papo de Samba, Meio Irmão e The Mad Joe's;
- Frederico Pinto (teclados e voz), membro dos Trinco no Mamilo e The Mad Joe's;
- João Leal (guitarra e voz), membro dos Redsocks e Los Cavalleros.

## Classificações
Embora os Hippies se preocupem, principalmente, em organizar um desfile no qual os seus membros se divirtam e o público aprecie a sua execução do tema escolhido, foram vencedores do Carnaval de Ovar por três ocasiões (1978, 1979 e 1983), e a sua piada do Desfile da Chegada do Rei foi considerada a melhor deste desfile, em duas edições (2005 e 2019).

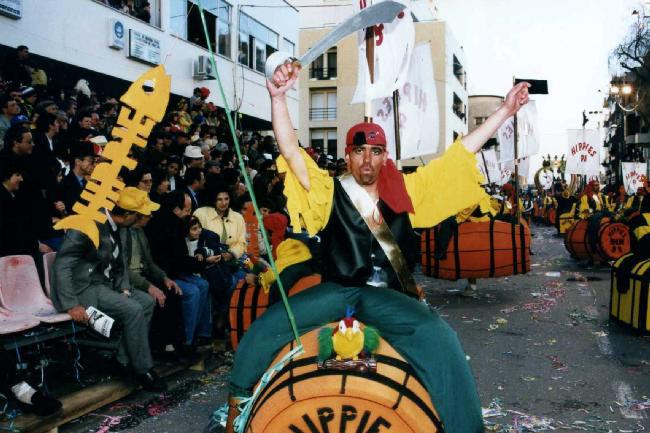
1998 - "À Deriva"

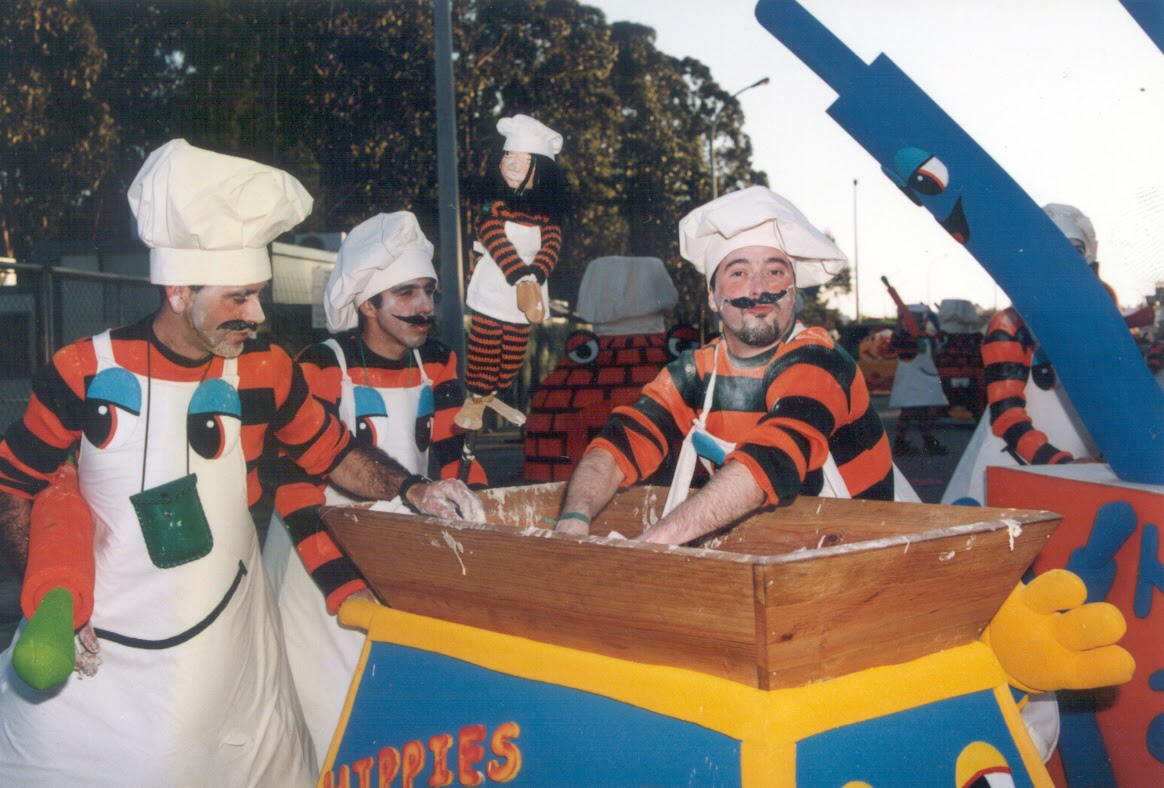
2002 - "Fermentius Levius Duros"

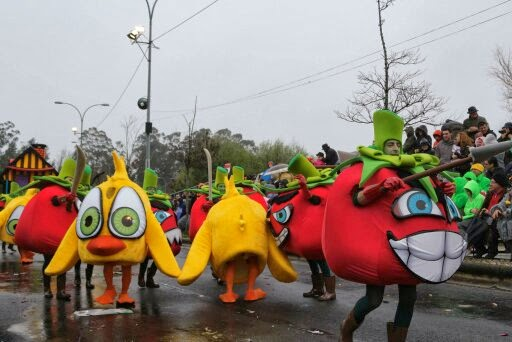
2014 - "Bonito, Bonito…"

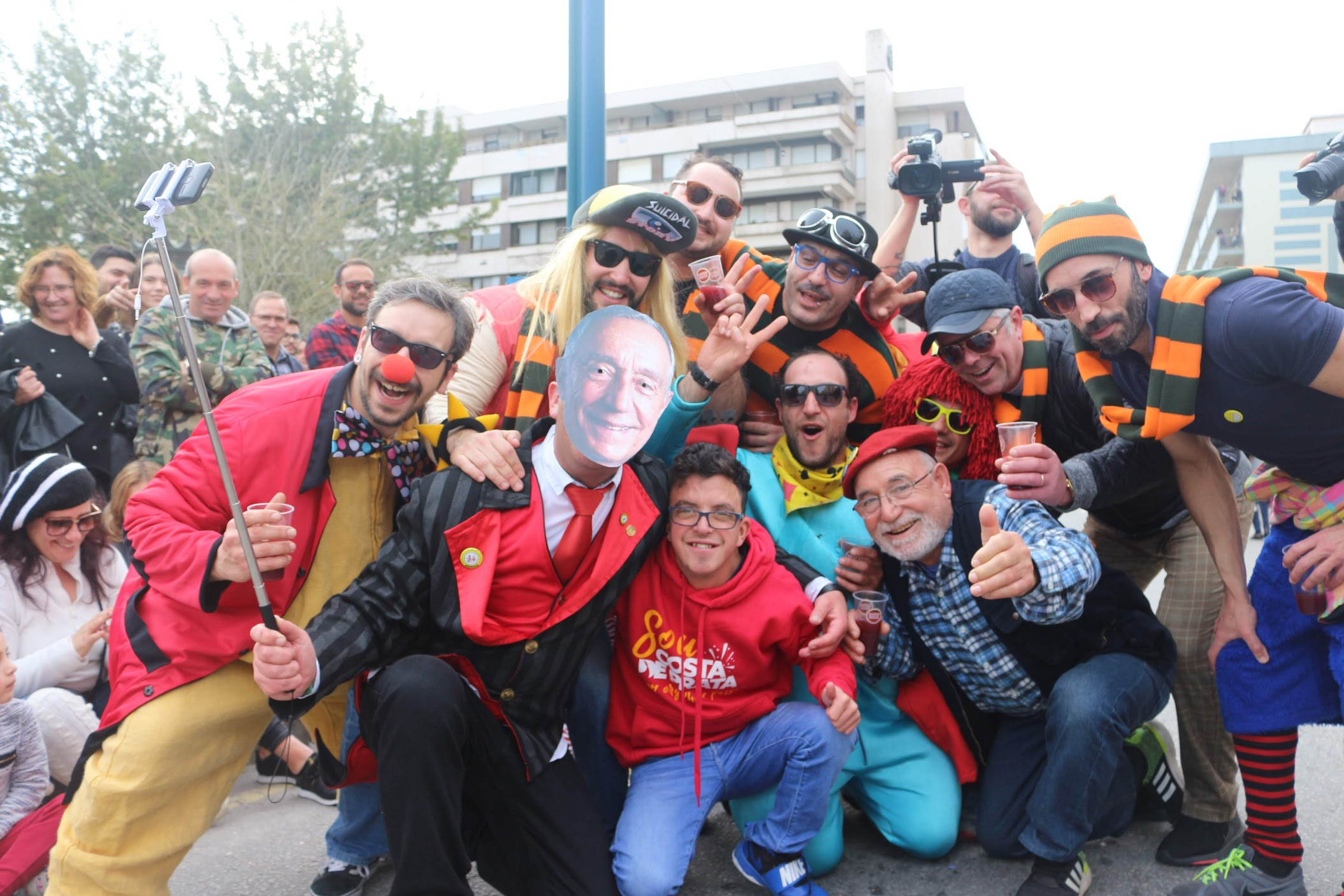
2019 - Desfile da Chegada do Rei

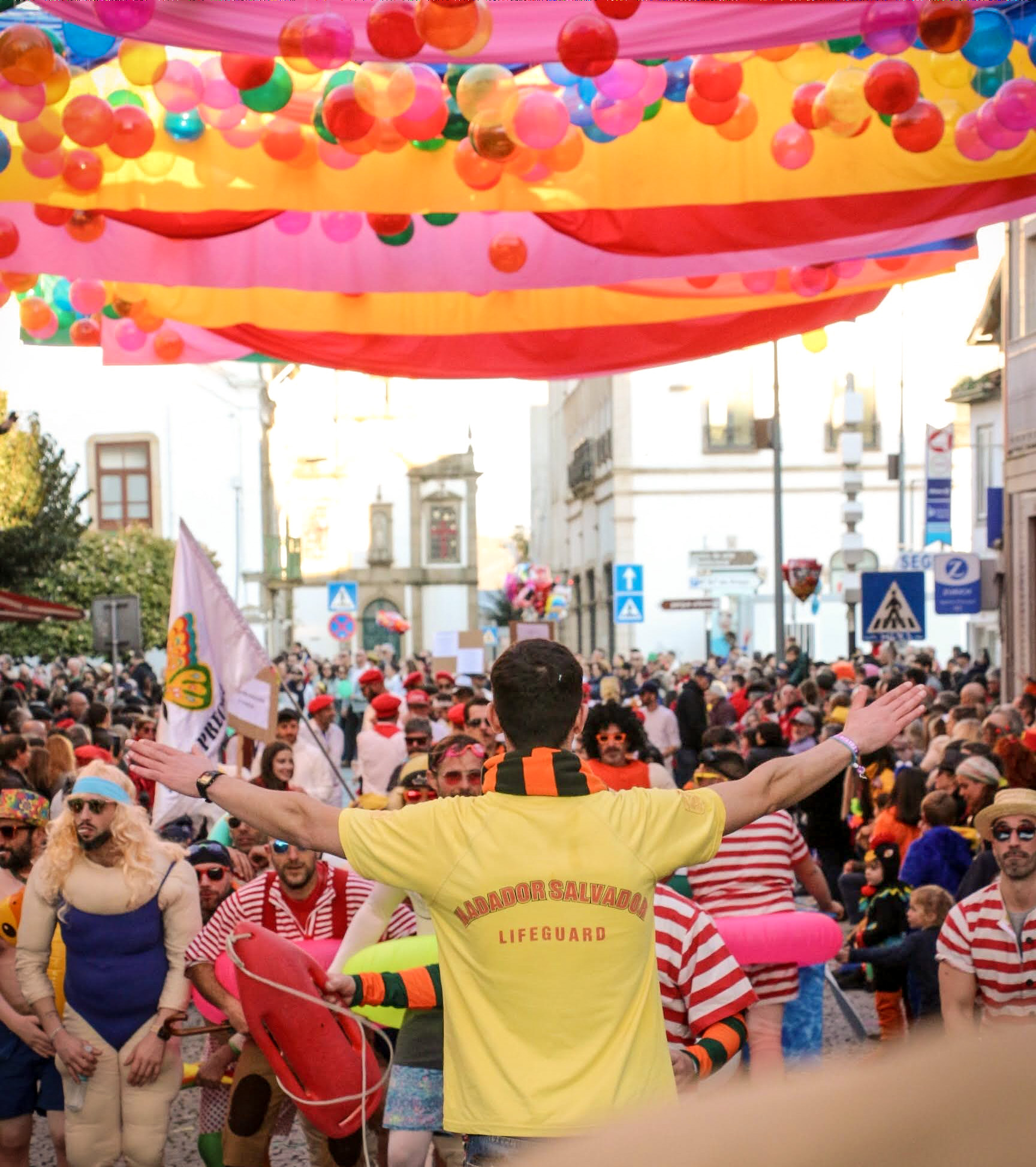
2023 - Desfile da Chegada do Rei

(Fonte para classificações não referenciadas especificamente)
| Ano  | Tema da Alegoria                      | Classificação       | Classificação (Piada Coletiva) |
| ---- | ------------------------------------- | ------------------- | ------------------------------ |
| 1968 | Hippies                               | 4º                  |                                |
| 1969 | Batoteiros                            | 3º                  |                                |
| 1970 | Arlequins                             | 7º                  |                                |
| 1971 | Limpa-Chaminés                        | 9º                  |                                |
| 1972 | Borboletas e os seus Caçadores        | 12º                 |                                |
| 1973 | Fantasia Húngara                      | 11º                 |                                |
| 1974 | Saidinhos da Casca                    | 5º                  |                                |
| 1975 | (Não houve Carnaval)                  | (Sem classificação) |                                |
| 1976 | (Grupos desfilaram com fatos antigos) | (Sem classificação) |                                |
| 1977 | Fole                                  | 10º                 |                                |
| 1978 | Fantasia Baiana                       | 1º                  |                                |
| 1979 | Baiana Estilizada                     | 1º                  |                                |
| 1980 | Pássaros Exóticos                     | 3º                  |                                |
| 1981 | Pássaros Paradisíacos                 | 3º                  |                                |
| 1982 | Lady Kylers                           | 15º                 |                                |
| 1983 | Pássaros de Fogo                      | 1º                  |                                |
| 1984 | Homenagem à Varina                    | 2º                  |                                |
| 1985 | Ceifeiras                             | 4º                  |                                |
| 1986 | Charme                                | 12º                 |                                |
| 1987 | Les Plumes de Folies                  | 5º                  |                                |
| 1988 | Fumaça em Pé                          | 19º                 |                                |
| 1989 | (Hippies não desfilaram)              | (Sem classificação) |                                |
| 1990 | Aldeia Gaulesa                        | 20º                 |                                |
| 1991 | Universidade do Samba                 | 14º                 |                                |
| 1992 | Vindimas do Douro                     | 11º                 |                                |
| 1993 | Hippies Circus                        | 9º                  |                                |
| 1994 | Jardim do Alberto                     | 8º                  |                                |
| 1995 | Carnatal                              | 10º                 |                                |
| 1996 | Treta Universal do Reino do Bicho     | 10º                 |                                |
| 1997 | Há Ali Papão                          | 11º                 |                                |
| 1998 | À Deriva                              | 5º                  |                                |
| 1999 | Hippies ao Volante                    | 4º                  |                                |
| 2000 | Mocada Radical                        | 7º                  |                                |
| 2001 | Devagar se vai ao Longe               | 7º                  |                                |
| 2002 | Fermentius Levius Duros               | 5º                  |                                |
| 2003 | Aqui há gato                          | 5º                  |                                |
| 2004 | Aracnofolia                           | 11º                 |                                |
| 2005 | Vem aí o 11º                          | 8º                  | 1º                             |
| 2006 | Estudaços                             | 9º                  |                                |
| 2007 | Hip Hies Hop                          | 9º                  |                                |
| 2008 | 40 Anos em Beleza                     | 10º                 |                                |
| 2009 | Hippies a 100 à Hora                  | 8º                  |                                |
| 2010 | A Cruz da Malta                       | 9º                  |                                |
| 2011 | Mississhippies                        | 13º                 |                                |
| 2012 | Magicando                             | 12º                 |                                |
| 2013 | Pesca à la Coste                      | 11º                 |                                |
| 2014 | Bonito, Bonito…                       | 5º                  |                                |
| 2015 | Zumba… na Caneca!                     | 10º                 |                                |
| 2016 | Kálkamos                              | 3º                  | 2º                             |
| 2017 | Bandamékus                            | 11º                 |                                |
| 2018 | Macaquinhos no Sótão                  | 12                  | 2º                             |
| 2019 | Por Truta e Meia                      | 11º                 | 1º                             |
| 2020 | Hipp 'tecado                          | 3º                  | 10º                            |
| 2021 | (Não houve Carnaval)                  | (Sem classificação) | (Sem classificação)            |
| 2022 | (Não houve Carnaval)                  | (Sem classificação) | (Sem classificação)            |
| 2023 | Agarrados ao Cavalo                   | (Sem classificação) | 6º                             |
| 2024 | Méncante                              | 8º                  | 2º                             |
| 2025 | Yesssss                               | 12º                 | 7º                             |